# Felipe Benjamín Callirgos Vera
Felipe Benjamín Callirgos Vera (1853, Chota, Cajamarca Perú) es conocido por su trayectoria en el Cuerpo de Bomberos Voluntarios del Perú.

## Reseña biográfica
Felipe Benjamín Callirgos Vera nació en la ciudad de Chota, Cajamarca, Perú y falleció en un accidente sufrido en Chota el 19 de enero de 1909.
Sus padres fueron Justo Callirgos Luzuriaga y Francisca de Paula Vera. Su abuelo fue el coronel Manuel Callirgos Quiroga, Prefecto de Cajamarca. Como tal comandó la segunda división del Ejército del Norte, que venció al ejército chileno en la batalla de San Pablo el 13 de julio de 1882, durante la Guerra del Pacífico. El coronel Manuel Callirgos fue nombrado inspector general del Ejército el 1 de junio de 1883 por el Gobierno del general Miguel Iglesias.
Contrajo matrimonio el 7 de octubre de 1885 con Susana Berenice Balbuena López (11 de agosto de 1861 Lima –19 de abril de 1926 Lima). Tuvieron 12 hijos: Manuel Benjamín, Mario Alejandro, Justo César, María Berenice, Rosa María Ildaura, Gilberto Felipe, María Graciela, Aidé Ildaura, Susana Berenice, Oswaldo Emigdio, Estuardo Francisco y Jorge Aureo.
Felipe Benjamín Callirgos Vera fue comandante, entre 1903 y 1908, de la Compañía de Bomberos Cosmopolita n°11 (fundada el 14 de agosto de 1877). Algunos de sus hijos fueron bomberos de esa Compañía, entre ellos Gilberto Callirgos Balbuena. Además fue fundador de la Compañía de Bomberos Grau n°16 de Barranco (1898).

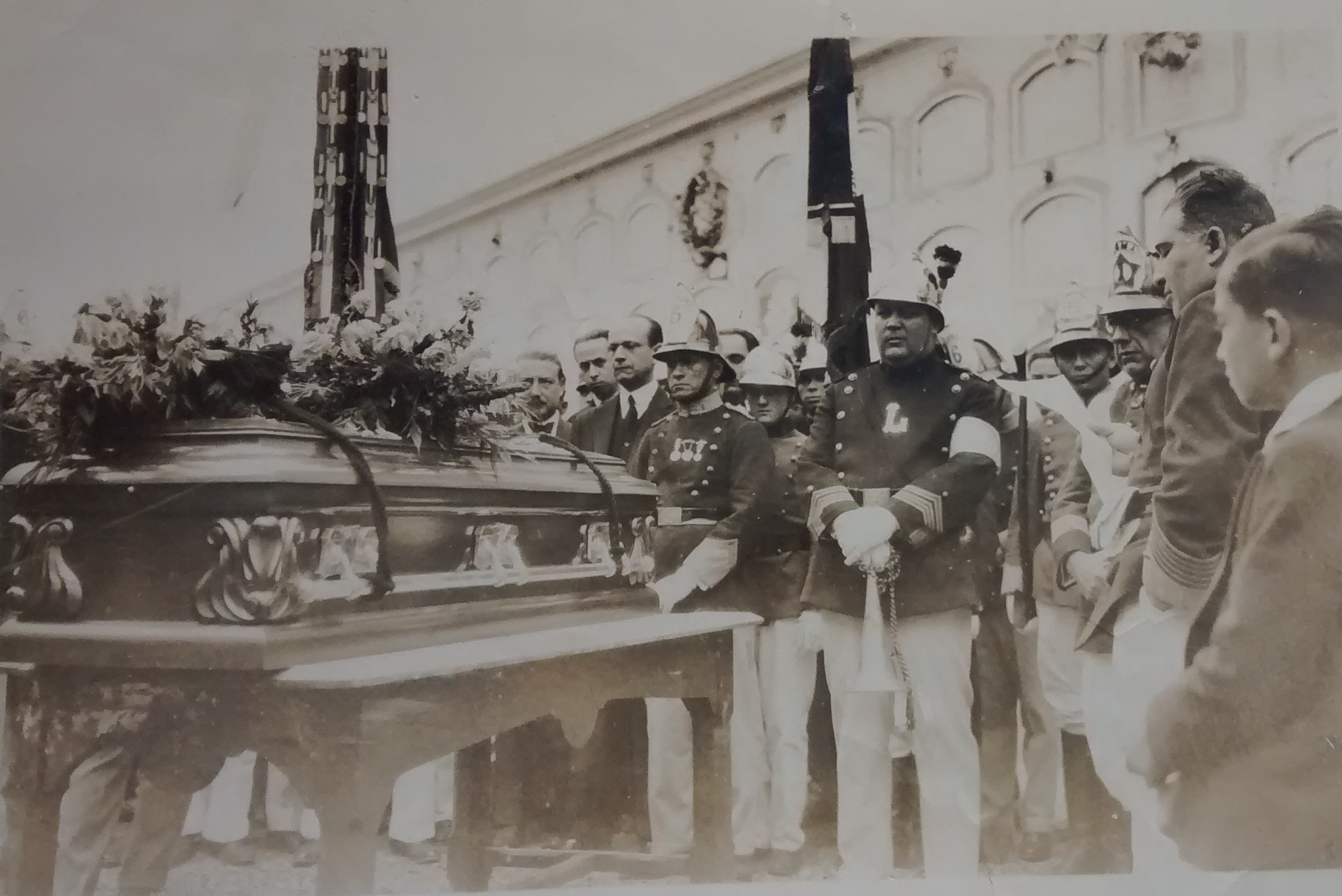
Inhumación de los restos mortales de don Felipe Benjamín Callirgos Vera en el Cementerio Presbítero Maestro de Lima. Primera puerta, cuartel San Martín de Porres 86-B. Junto a la sepultura de su esposa doña Berenice Balbuena López.
Frente al féretro está su hijo Gilberto Callirgos Balbuena con uniforme de la Compañía de Bomberos Cosmopolita N° 11. A su derecha están sus hermanos Benjamín y Estuardo. En el extremo izquierdo de la foto está don Fernando Mosquera, yerno de don Felipe Benjamín, casado con su hija Graciela.

Empresario dedicado al comercio de la sal. Urbanizó el Jirón Chota en Lima. Ahí estableció una planta industrial de refinación de sal. La planta estuvo conectada con la red del Ferrocarril. Esta planta fue nacionalizada por el gobierno de Nicolás de Piérola (1885-1899) por considerarla de interés nacional al implantar el Estanco de la Sal por ley del 11 de enero de 1896.
Años después de su fallecimiento en Chota, sus restos mortales fueron trasladados al Cementerio Presbítero Maestro de Lima donde reposa al lado de su esposa en el Cuartel San Martín de Porres 86-B. En su inhumación en Lima recibió el homenaje del Cuerpo de Bomberos del Perú.

### Benjamín Callirgos Balbuena
Su hijo mayor fue Benjamín Callirgos Balbuena nacido el 7 de mayo de 1886. A él se debe en gran parte la profesionalización de la carrera de contador en el Perú. Formó parte de la directiva del Instituto de Contadores del Perú entre los años 1931 y 1955 y luego fue nombrado presidente Honorario Vitalicio del Instituto. Representó al Perú en los congresos de contadores en Londres, París y Berlín. En el centenario de su nacimiento, 1986 se desveló su busto en el Instituto de Contadores del Perú.

### Benjamín Callirgos Gamarra
Su nieto, fue Benjamín Callirgos Gamarra. Primer Contador Público Colegiado que recibe el grado de doctor honoris causa por la Universidad Nacional Mayor de San Marcos de Lima (UNMSM). Fue catedrático de Contabilidad Mercantil en la Facultad de Derecho de la Pontificia Universidad Católica del Perú (PUCP). Asimismo Miembro del Consejo Consultivo de la Facultad de Administración y Contabilidad de la PUCP y de la Facultad de Ciencias Contables de la Universidad de Lima.
En 1956 fundó la primera Sociedad de Auditoría en el Perú: Benjamín Callirgos & Cía. Auditores. Fue elegido para ser Presidente la Asociación Interamericana de Contabilidad (AIC) de 1983 a 1985.
En 1966 el Ministerio de Relaciones Exteriores del Perú le confirió la Condecoración Nacional "Primer Centenario del 2 de Mayo de 1866", en su calidad de descendiente del Coronel Manuel Balbuena vencedor de aquel combate decisivo de la Guerra hispano-sudamericana, cuyas operaciones bélicas se efectuaron entre 1865 y 1866.
En 1979, centenario del inicio de la Guerra del Pacífico recibió el Diploma de Socio de Honor otorgado por la Benemérita Sociedad Fundadores de la Independencia Vencedores del 2 de mayo de 1866 y Defensores Calificados de la Patria. Como descendiente del Coronel Manuel Callirgos Quiroga, vencedor de la Batalla de San Pablo. Por entonces había escrito el libro: "Somos dignos, seámoslo siempre: una iniciativa con ocasión del centenario de la Guerra con Chile"